# Ноборібецу

42°24′46″ пн. ш. 141°6′24″ сх. д. / 42.41278° пн. ш. 141.10667° сх. д.
Ноборібе́цу (яп. 登別市, のぼりべつし, МФА: [noboɾibet͡su̥ ɕi̥]) — місто в Японії, в окрузі Ібурі префектури Хоккайдо.

## Короткі відомості
Розташоване на південному заході префектури, на березі Тихого океану. Рекреаційний курорт, місце знаходження природних джерел Норібецу та Карурусу. Центр хімічної, керамічіної і харчової промисловості. Станом на 1 жовтня 2008 року площа міста становила 212,11 км². Станом на 31 березня 2017 населення міста становило 49 084 осіб.

## Персоналії
Народились
- Рьоїтіро (良一郎, нар. 26 липня 1977) і Кен'іті (健一, нар. 16 грудня 1979) Йосіда — японські музиканти, виконавці музики на сямісенах (гурт Yoshida Brothers)